# Аntonije Kovačević
Antonije Kovačević (Mostar, 13. decembar 1973) jugoslovenski je i srpski novinar.

## Biografija
Rođen је u Mostaru, 13. decembra 1973. godine. Bio je urednik nedeljnika „Expres”. Pre toga bio je glavni i odgovorni urednik dnevnih listova „Kurir”, „Alo”, „Naše novine”, „Gazeta”, te nedeljnika „Svet” i portala Telegraf.rs. U karijeri je radio kao urednik i novinar u listovima „Nacional”, „Dnevni telegraf”, Blic, „NIN”, „Profil”, „Dama”...
Ostalo je upamćeno da je 1999. godine vratio svoju fakultetsku diplomu stečenu na Fakultetu političkih nauka u Beogradu, u znak protesta protiv režima Slobodana Miloševića, nakon čega je dugo vremena proveo na crnoj novinarskoj listi. Godine 2011. smenjen je sa mesta glavnog urednika lista Alo!, u to vreme najtiražnijeg dnevnika u Srbiji, posle sukoba sa predsednikom Republike Srbije Borisom Tadićem.
Predsednik je udruženja građana za legalizovanje ulja kanabisa u medicinske svrhe pod nazivom „Lekalizacija Srbije”, koje već godinama vodi borbu da se ugroženim i obolelim osobama u Srbiji dozvoli da legalno nabavljaju i leče se preparatima na bazi kanabisa. Tim povodom je bio gost u mnogo TV i radio emisija i objavio veliki broj intervjua i članaka na tu temu u svim značajnijim listovima u Srbiji i regionu.
Razveden је i ima dvoje dece.